# The Elder Scrolls Adventures: Redguard
 (mars 2020).
Si vous disposez d'ouvrages ou d'articles de référence ou si vous connaissez des sites web de qualité traitant du thème abordé ici, merci de compléter l'article en donnant les références utiles à sa vérifiabilité et en les liant à la section « Notes et références ».
The Elder Scrolls Adventures: Redguard est un jeu vidéo de la série des Elder Scrolls qui a été développé par Bethesda Softworks.

## Présentation
The Elder Scrolls Adventures: Redguard est le quatrième jeu de la série The Elder Scrolls. C'est le dernier jeu à utiliser le XnGine, le moteur graphique utilisé à l'époque pour beaucoup de jeux de Bethesda. Pour l'occasion, celui-ci a été optimisé pour les cartes graphiques 3dfx.

## Système de jeu et univers
Redguard n'est pas un jeu de rôle. Il s'agit en fait un jeu d'aventure dont l'histoire prend place dans le même univers que les autres jeux de la série, mais à une époque antérieure, soit plus de quatre siècles auparavant.

### Synopsis
Le jeu se déroule en 2E 864, à la fin de l'Ère Seconde, sur l'île de Stros M'Kai, au sud-ouest de Martelfell. Nous sommes en pleine Guerre Tiberienne : l'Empereur de Cyrodiil, Tiber Septim, tente de conquérir l'ensemble de Tamriel. Bordeciel s'est inclinée devant Cyrodiil, et le règne des rois-sorciers de Hauteroche a pris fin après la conquête de la province. Martelfell est conquise après la mort du Prince A'tor au cours de la Bataille de la Baie de Hunding, trois mois avant le début du jeu.
Dans Redguard, le joueur assiste aux premiers jours de l'Empire des Septim à travers la conquête de Martelfell, la terre des Rougegardes. Redguard  permet d'explorer en profondeur deux cultures : celle des Rougegardes et celle des Dwemers disparus.
Le joueur incarne Cyrus, un pirate et contrebandier rougegarde, qui reçoit une lettre de son ami Tobias, lui annonçant que sa sœur, Iszara, est portée disparue depuis trois mois sur l'île de Stros M'Kai. Cyrus s'y rend sur-le-champ.
Il mène l'enquête dans l'espoir de retrouver sa sœur disparue. Bien vite, il est entraîné dans la rébellion de la Ligue des Infatigables contre l'occupation impériale.